# Dominique Heintz
Dominique Heintz (* 15. August 1993 in Neustadt an der Weinstraße) ist ein deutscher Fußballspieler, der seit August 2023 beim 1. FC Köln unter Vertrag steht.

## Karriere

### Vereine

#### 1. FC Kaiserslautern
Heintz hatte mit dem Fußballspielen in der Jugend des SV Herta Kirrweiler begonnen, bevor er 2001 in die Jugend des 1. FC Kaiserslautern wechselte. Am 17. September 2011 gab Heintz, der zu diesem Zeitpunkt dem älteren Jahrgang der A-Jugend angehörte, bei der 0:3-Niederlage gegen den SC Verl in der zweiten Mannschaft des 1. FCK sein Debüt bei den Herren. Vier Tage später unterschrieb er einen Profivertrag mit einer Laufzeit bis zum 30. Juni 2015. Er wurde allerdings zunächst nur in der Zweiten Mannschaft (U-23) und der A-Jugend (U-19) eingesetzt, für die er bis einschließlich der Saison 2011/12 spielberechtigt war.
Sein Profidebüt absolvierte Heintz am letzten Spieltag der Bundesliga-Saison 2011/12, als er bei der 1:2-Niederlage des FCK im Auswärtsspiel bei Hannover 96 in der 77. Minute für Ariel Borysiuk eingewechselt wurde. Die Saison endete mit dem Abstieg der Lauterer in die 2. Bundesliga. Ab der folgenden Saison 2012/13 kam Heintz regelmäßig für die Profimannschaft zum Einsatz. Mit dem 3. Tabellenplatz 2013 und einer anschließenden erfolglosen Relegation, sowie zwei vierten Plätzen 2014 und 2015 verpasste Heintz mit seinem Verein den Wiederaufstieg in die Bundesliga jeweils relativ knapp.

#### Heintz in der Bundesliga
Zur Saison 2015/16 wechselte er zum Bundesligisten 1. FC Köln. Seinen ersten Bundesligatreffer erzielte er am 12. September 2015, dem 4. Spieltag, bei der 2:6-Auswärtsniederlage gegen Eintracht Frankfurt per Kopfball zum 2:5. Im Februar 2016 verlängerte Heintz seinen Vertrag in Köln bis 2021. In der Saison 2017/18 belegte er mit dem Verein den letzten Tabellenplatz und stieg in die 2. Bundesliga ab.
Zur Spielzeit 2018/19 wechselte Heintz per Ausstiegsklausel zum SC Freiburg. Dort wurde er sofort zum Leistungsträger in der Defensive und verpasste in seiner ersten Saison beim Sportclub kein einziges Pflichtspiel.
Nachdem Heintz in der Hinrunde der Saison 2021/22 nur einmal eingewechselt worden war, wechselte er zur Rückrunde zum Ligakonkurrenten 1. FC Union Berlin. In der Saison 2022/23 wurde er für ein Jahr an den VfL Bochum verliehen, für den er insgesamt elf Ligaspiele bestritt. Zur darauffolgenden Spielzeit kehrte er nach Berlin zurück, kam an den ersten beiden Spieltagen aber nicht zum Einsatz und wechselte daraufhin Ende August 2023 zum Ligakonkurrenten 1. FC Köln.

### Nationalmannschaft
Heintz spielte bereits für die deutsche U18- und U19-Nationalmannschaft. Von DFB-U20-Trainer Frank Wormuth wurde er für das Länderspiel in Aachen am 10. Oktober 2012 gegen Italien erstmals nominiert, allerdings musste Heintz wegen muskulärer Probleme absagen. Am 9. September 2014 debütierte er im EM-Qualifikationsspiel gegen Rumänien in der U21-Nationalmannschaft unter Trainer Horst Hrubesch. Sein erstes Tor für die U21-Auswahl erzielte er im Freundschaftsspiel gegen die Niederlande am 13. November 2014.

## Persönliches
Seit seiner Kindheit leidet er unter einer Fehlstellung des Rückens, die nach eigener Aussage durch das zu schnelle Wachsen während der Kindheit verursacht wurde. Heintz heiratete im Sommer 2017 seine Lebensgefährtin Laura. Er bezeichnet sich selbst als gläubigen Katholiken und veranstaltet mit Sänger Pietro Lombardi unregelmäßig Benefiz-Fußballspiele unter dem Slogan „Kick for Kids“.